# Иль-Бильге Хатун
Иль-Бильге Хатун (лат. Elbilge qatun, кит. упр. 比爾加·哈通, пиньинь Bǐ'ěr jiā·hā tōng, палл. Бэр цзя ха тун) — жена Эльтериш кагана, а также мать Бильге кагана и Кюль-тегина.

## Орхонские надписи
Иль-Бильге Хатун была женой тюркского кагана Эльтериша, основатель Второго тюркского каганата, Матерью Бильге-кагана четвёртого кагана того же каганата, а также мать одного из величайших Тарханов — Кюль-тегина. В истории упоминается в Орхонских-енисейских надписях XIII века. Тот, что воздвигнут в честь Бильге-кагана и его брата Кюль-тегина говорится:

 «Но у тюрков небо выше, и у тюрков святой Ер-суб сделал так, чтобы тюркский народ не погиб, но чтобы он вновь сделался народом, воздвигли моего отца Элтериш-кагана и мою мать Иль-Бильге Хатун, поддерживая их с высоты Неба» — Памятник Бильге-кагану

## Отношения сЭльтериш-каганом
Согласно Орхонским надписям, она была самой большой опорой и помощницей своего мужа. Иль-Бильге Хатун и Эльтериш-каган были известны своим единством, которое было редкостью в те времена между мужем и женой. Когда она дала шаману гуся, то он сказал, что она и её муж были взяты на небо и возвращены на землю. В другом источнике говорится, что в одной из Орхонских надписей говорилось:

 «Мой отец, Эльтериш-каган, схватил мою мать, Иль-Бильге Хатун, с вершины неба, чтобы тюркский народ не исчез, чтобы там были бы люди» 
Это указывает на то, что их отношения были чрезвычайно крепкими. Недавние находки и официальные источники подтверждают утверждение о том, что Эльтериш-каган и Иль-Бильге Хатун вместе работали в государственной администрации.

## Смерть
Неизвестно, как умерла жена Эльтериш-кагана, единственное, что известно о её смерти или исчезновении, это то, что это было время, когда Эльтериш-каган и Тоньюкук напали на енисейских кыргызов. Инель и Тоньюкук были ответственными за специальную траурную церемонию, которая состоялась через некоторое время после её смерти.

## Примечание
1. ↑  Поль, Уолтер (2018). Авары: Степная империя в Центральной Европе, 567—822 гг . Издательство Корнельского университета.
2. ↑  TURK BITIG. bitig.kz. Дата обращения: 18 августа 2023. Архивировано 4 февраля 2022 года.
3. ↑  Памятник Бильге-кагану
4. ↑  Памятник Кюль-тегина
5. ↑  İlbilge Hatun kimdir? Diriliş Ertuğrul karakteri İlbilge Hatun'un hayatı hakkında bilgiler (тур.). www.hurriyet.com.tr (6 декабря 2018). Дата обращения: 18 августа 2023. Архивировано 29 ноября 2018 года.
6. ↑  İlbilge Hatun kimdir? Diriliş Ertuğrul'da İlbilge Hatun ve Ertuğrul Bey evlendi mi? (тур.). aksam.com.tr (30 мая 2019). Дата обращения: 18 августа 2023. Архивировано 18 августа 2023 года.
7. ↑  İlbilge Hatun tarihte kimdir? İlbilge Hatun’un hayatı… (тур.). www.sozcu.com.tr (6 марта 2019). Дата обращения: 18 августа 2023. Архивировано 6 марта 2019 года.
8. ↑  E. Denison Ross. Early Turkish Inscriptions.
9. ↑  Tarihte İlbilge Hatun’un hayatı… İlbilge Hatun kimdir? (тур.). www.sozcu.com.tr (21 ноября 2018). Дата обращения: 18 августа 2023. Архивировано 30 ноября 2018 года.
10. ↑  Mustafa Necati Sepetçioğlu. Sonsuza uyanan taşlar. — İrfan, 1981. — 198 с. Архивировано 18 августа 2023 года.
11. ↑  Simge Özer Pınarbaşı. Çağlar boyu tahtın simgesel anlamları ışığında Türk tahtları. — T.C. Kültür ve Turizm Bakanlığı Yayınları, 2004. — 158 с. — ISBN 978-975-17-3139-5. Архивировано 18 августа 2023 года.
12. ↑  Ezel Erverdi. Sosyo-kültürel değişme sürecinde Türk ailesi. — T.C. Başbakanlık Aile Araştırma Kurumu, 1992. — 384 с. — ISBN 978-975-19-0637-3. Архивировано 18 августа 2023 года.
13. ↑  Türk dünyası araştırmaları. — Türk Dünyası Araştırmaları Vakfı, 2004. — 252 с. Архивировано 18 августа 2023 года.
14. ↑  İlbilge Hatun kimdir? İlbilge Hatun nasıl öldü? İlbilge Hatun tarihte var mı? (тур.). Ahaber. Дата обращения: 18 августа 2023. Архивировано 11 апреля 2021 года.
15. ↑  Nurettin Öztürk. Türk edebiyatında insan. — Atatürk Kültür Merkezi Başkanlığı, 2001. — 520 с. — ISBN 978-975-16-1437-7. Архивировано 18 августа 2023 года.
16. ↑  Ankara Üniversitesi Dil ve Tarih-Coğrafya Fakültesi. Dergisi. — 1952. — 836 с. Архивировано 18 августа 2023 года.